# Glanggang (Beji)
Glanggang is een bestuurslaag in het regentschap Pasuruan van de provincie Oost-Java, Indonesië. Glanggang telt 3467 inwoners (volkstelling 2010).